# Bežanija
Bežanija (en serbe cyrillique : Бежанија) est un quartier de Belgrade, la capitale de la Serbie. Il est situé dans la municipalité urbaine de Novi Beograd. En 2002, il comptait 13 378 habitants.

## Localisation
Bežanija est situé à l'ouest du centre-ville de Belgrade, sur la rive opposée de la Save, dans la région de Syrmie. Le quartier se trouve dans la partie centrale de la municipalité de Novi Beograd, au sud de Bežanijska kosa. Autrefois considérée comme un faubourg de Belgrade, séparée de la ville par de vastes marécages situés le long de la rive gauche de la Save, Bežanija est aujourd'hui un quartier totalement urbanisé, qui s'est développé en même temps Novi Beograd après la Seconde Guerre mondiale.

## Histoire
Bežanija est le quartier le plus ancien de la municipalité de Novi Beograd. Des fouilles ont mis au jour les vestiges d'un village qui exista dans le secteur du Néolithique jusqu'à l'Empire romain.
En 1512, Bežanija est mentionnée pour la première fois sous son nom actuel ; il s'agissait d'un petit village comptant 35 foyers et, bien qu'il soit déjà peuplé par des Serbes, il faisait partie du royaume de Hongrie. Les habitants avaient traversé la Save et s'étaient installés en Syrmie après la chute du despotat de Serbie et le début de l'occupation ottomane. En serbe bežanija, signifie « la fuite ».

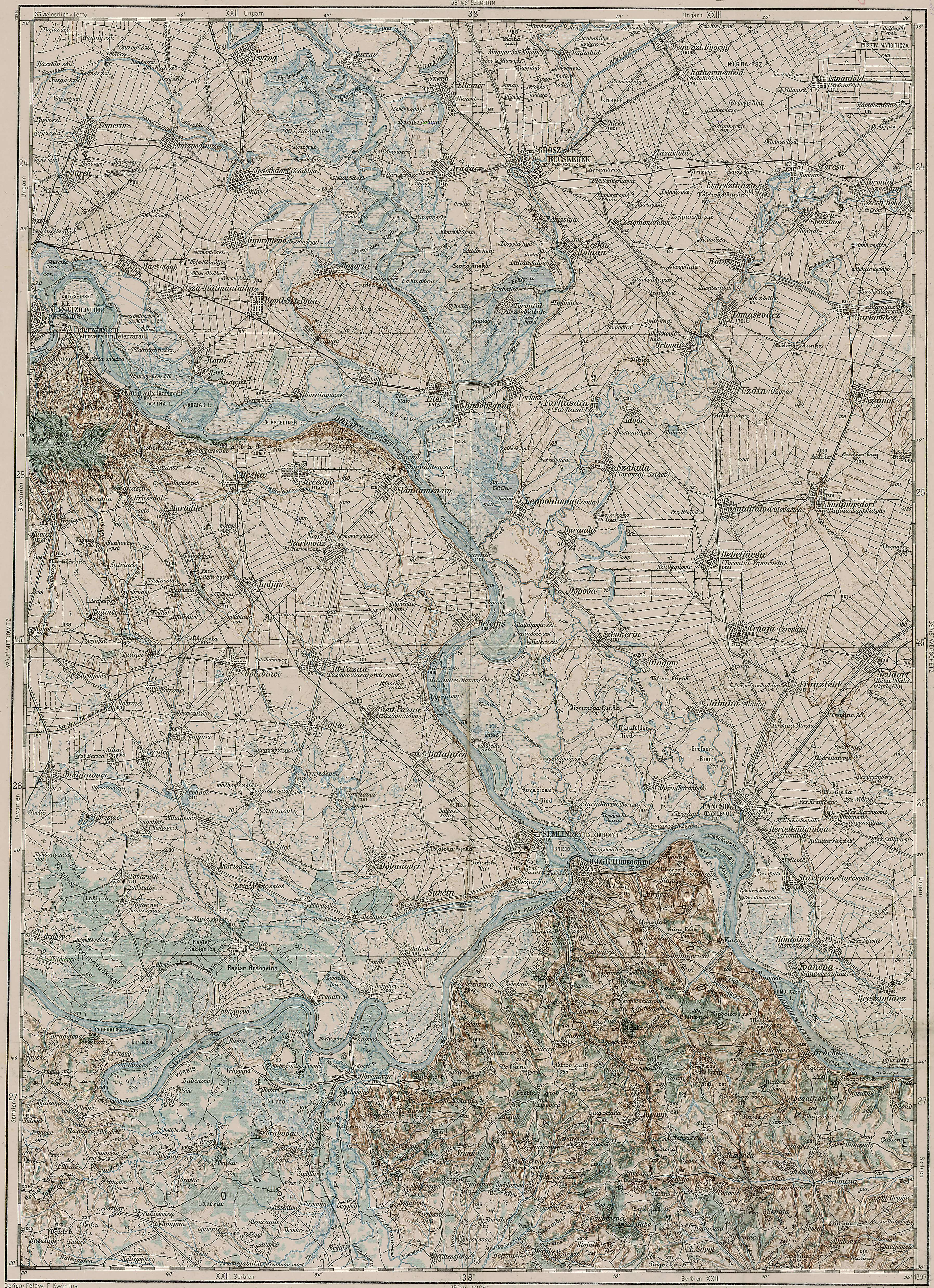
Carte de 1910, avec les localités de l'est de la Syrmie, dont Bežanija

En 1526, les Ottomans s'emparèrent de la localité. Les Habsbourg la conquirent temporairement lors de la deuxième guerre austro-turque (1689-1691) et l'ajoutèrent définitivement à leurs possessions en 1718. Bežanija fut alors intégrée à la Frontière Militaire (Krajina de Slavonie). En 1848-1849, elle fit partie de la voïvodine de Serbie, une région autonome au sein de l'Autriche-Hongrie. Mais, en 1949, elle fut de nouveau placée sous l'administration de la Frontière Militaire.
Quand la frontière fut abolie en 1881, Bežanija fit partie du royaume de Croatie-Slavonie, autonome mais dépendant de la partie hongroise de l'Autriche-Hongrie. Le 24 novembre 1918, en tant que ville de la région de Syrmie, elle fit partie du royaume de Serbie, qui, le 1er décembre de la même année, devint le royaume des Serbes, Croates et Slovènes et, en 1929, le royaume de Yougoslavie.
Bežanija fut intégrée dans le secteur du Grand Belgrade en 1929, après le coup d'État conduit par le roi Alexandre Ier de Yougoslavie ; le souverain venait de créer l'unité administrative de l'Uprava grada Beograda (« Administration de la Ville de Belgrade »), qui, outre la capitale, comprenait Zemun (avec Bežanija) et Pančevo.
Après la Seconde Guerre mondiale, Bežanija fut maintenue dans le secteur de Belgrade et devint le centre d'une municipalité. La construction de Novi Beograd commença en 1948 et, en 1955, la municipalité de Bežanija fut abolie et annexée à la municipalité de Novi Beograd créée en 1952.

## Population
Après 1948, Bežanija a connu une croissance démographique rapide. Le quartier est devenu une communauté locale (en serbe : mesna zajednica). Au cours des années 1970, le quartier a été plusieurs fois redécoupé et certains secteurs ont été détachés de Bežanija (Bežanijska kosa, Bloks 61-65, etc.).
En 1921 et 1953, Bežanija était encore comptée comme une localité séparée) :
| 1921  | 1953  | 1961  | 1971   | 1981   | 2002   |
| ----- | ----- | ----- | ------ | ------ | ------ |
| 2 069 | 3 330 | 7 129 | 15 580 | 14 067 | 13 378 |

Aujourd'hui, Bežanija s'étend au nord en direction de Bežanijska kosa et, à l'ouest, en direction du quartier de Ledine.

## Architecture
L'église Saint-Georges de Bežanija, située 70 rue Vojvođanska, a été construite en 1878 ; l'architecture de l'édifice est composite : elle mêle des éléments néoclasiques, baroques et néoromantiques, dans la lignée de l'éclectisme dominant en Europe à cette époque ; cette église, qui constitue l'un des bâtiments les plus anciens de Novi Beograd, est inscrite sur la liste des biens culturels protégés de la Ville de Belgrade.

## Sport
Bežanija possède de nombreuses installations sportives, parmi lesquelles on peut citer des courts de tennis, des terrains de basketball et le Stadion Bežanije, où l'équipe du FK Bežanija joue ses matchs à domicile.

## Économie
Le quartier de Bežanija est essentiellement résidentiel. Cependant quelques installations industrielles importantes se situent, sinon dans le quartier lui-même, du moins dans sa proximité immédiate : les usines IMT et FOM, une partie des systèmes d'alimentation en eau et de traitement des eaux usées de la capitale, Minel, etc. Un secteur commercial s'est développé récemment, comprenant des stations services, un marché et plusieurs centres commerciaux (par exemple Immo Idea).
À l'ouest de Bežanija se trouve l'emplacement de l'ancien aéroport de Belgrade ; terminé en mars 1927, détruit par les nazis en 1944, il fut abandonné en 1962 au profit du nouvel aéroport international Nikola-Tesla.
Le principal poste électrique de l'ouest de Belgrade est situé dans le quartier de Bežanija ; il fut endommagé lors des bombardements de la Serbie par l'OTAN en 1999.

## Cimetières
Le nouveau cimetière de Bežanija (Novo Bežanijsko groblje), à l'ouest du quartier, est le plus grand cimetière de Belgrade. L'ancien cimetière, plus petit, est situé dans la partie ancienne de Bežanija.